# Орлов, Александр Григорьевич (инженер-вице-адмирал)

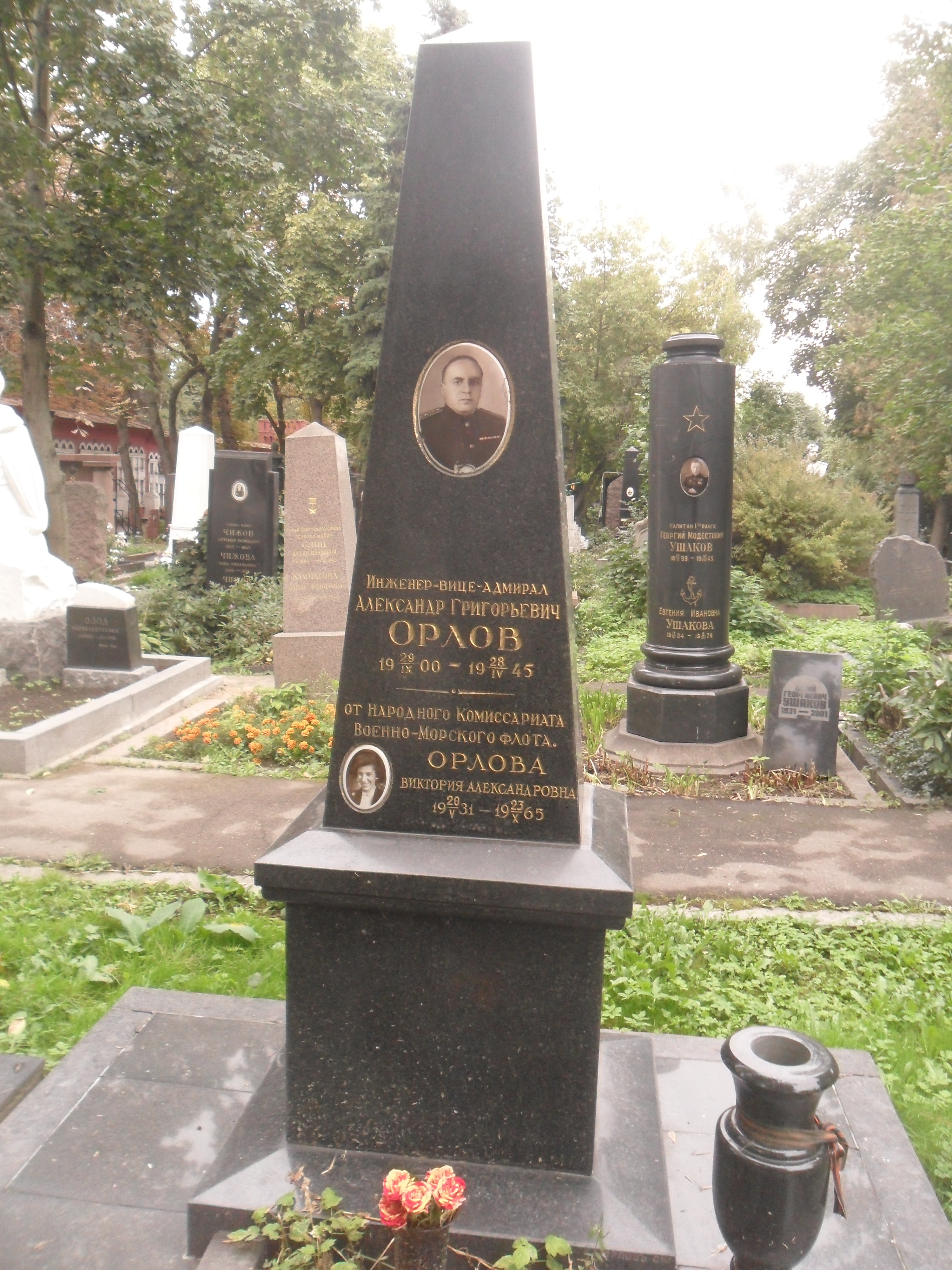
Могила Орлова на Новодевичьем кладбище Москвы.

Алекса́ндр Григо́рьевич (Абрам Гершелевич) Орло́в (29 сентября [11 октября] 1900, Орша — 28 апреля 1945) — советский военачальник, начальник Главного технического управления ВМФ, инженер-вице-адмирал (22.01.1944).

## Биография
Орлов Александр Григорьевич родился в городе Орша, Могилёвской губернии в мещанской семье Гирши Орликовича Орлова. Службу начинал матросом команды охраны штаба Волжской военной флотилии в декабре 1918 года. Участник Гражданской войны. В 1921 году работал инструктором всеобуча Бобруйского военкомата и военмором роты молодых моряков Центрального флотского экипажа.
С 1923 по 1928 годы учился в Высшем военно-морском инженерном училище имени т. Дзержинского.
С декабря 1928 по ноябрь 1931 года служил котельным, трюмным, машинным инженер-механиком на линкоре «Парижская коммуна».
С ноября 1931 по декабрь 1933 года был слушателем факультета военного кораблестроения Военно-морской академии им. Ворошилова.
В 1933 году был назначен командиром электромеханического сектора крейсера «Красный Кавказ».
В 1935 году назначен помощником флагманского механика, а в 1937 году — начальником 5-го отдела штаба Черноморского флота.
С сентября 1937 по январь 1938 года был помощником начальника отдела портов Управления ВМС.
С января 1938 по апрель 1945 года был начальником Главного технического управления ВМФ.
В сентябре 1940 года был председателем комиссии по приёмке заводов в городе Лиепая.
4 июля 1940 года присвоено звание инженер-контр-адмирала, а 22 января 1944 года — звание инженер-вице-адмирала.
Погиб в авиационной катастрофе 28 апреля 1945 года. Похоронен на Новодевичьем кладбище.

## Аттестация
«Будучи переведён на руководящую работу в народный комиссариат непосредственно с флота, О. хорошо знает нужды флота и борется за их удовлетворение. Техническое управление под руководством О. сумело установить и поддерживать деловую связь с флотами и флотилиями, своевременно реагируя на потребность, несмотря на возрастающие трудности в области технического снабжения и организации судоремонта. О. — живой, энергичный, инициативный начальник, требователен к подчинённым, сам работоспособен и много работает, этого же требует от подчинённых и к этому их приучает. Обладает настойчивым, напористым характером, благодаря чему много добивается сам.»

## Награды
- Орден Ленина (1945)[6];
- Орден Красного Знамени (1944)[7];
- Орден Нахимова I степени (1944)[8];
- Орден Красной Звезды (1942)[9];
- Юбилейная медаль «XX лет Рабоче-Крестьянской Красной Армии» (1938)[10];
- Медаль «За победу над Германией в Великой Отечественной войне 1941—1945 гг.» (1945);
- и другие медали.